# Roundup (bugtracker)
Pour les articles homonymes, voir Roundup (homonymie).
Roundup est un logiciel de suivi de problèmes (ou bugtracker) open-source, contrôlable en ligne de commande, par mail ou par une interface web. Il est écrit en Python et conçu pour être extrêmement personnalisable.
Roundup a été conçu par Ka-Ping Yee pour le projet Software Carpentry et son développement est passé depuis 2001 sous la direction de Richard Jones. C'est actuellement le bugtracker utilisé pour le développement du langage Python lui-même.